# Virginia Kellogg
Virginia Kellogg (ur. 3 grudnia 1907, zm. 8 kwietnia 1981) – amerykańska scenarzystka filmowa.

## Filmografia
scenarzystka
- 1949: Biały żar
- 1950: Uwięziona

## Nagrody i nominacje
Została dwukrotnie nominowana do Oscara.